# Епархия Эдмонтона (грекокатолическая)
Епархия Эдмонтона  (лат. Eparchia Edmontonensis Ucrainorum) — епархия Украинской грекокатолической церкви с центром в городе Эдмонтон, Канада. Епархия Эдмонтона входит в Виннипегскую митрополию. Юрисдикция епархии Эдмонтона распространяется на провинцию Альберта. Кафедральным собором епархии Эдмонтона является собор святого Иосафата в городе Эдмонтон.

## История
19 января 1948 года Римский папа Пий XII издал буллу «Omnium cuiusvis ritus», которой учредил Апостольский экзархат Западной Канады, выделив его из Апостольского экзархата Канады. 10 марта 1951 года Апостольский экзархат Западной Канады был переименован в Апостольский экзархат Эдмонтона.
3 ноября 1956 года Римский папа Пий XII издал буллу «Hanc Apostolicam», которой преобразовал Апостольский экзархат Эдмонтона в епархию Эдмонтона.
27 июня 1974 года епархия Эдмонтона уступила часть своей территории новой епархии Нью-Уэстминстера.

## Ординарии епархии
- епископ Нил Саварын (19.01.1948 — 8.01.1986);
- епископ Дмитрий Грещюк (28.04.1986 — 8.07.1990);
- епископ Мирон Дацюк (28.10.1991 — 14.01.1996);
- епископ Ларентий Гуцулак (16.12.1996 — 9.01.2006);
- епископ Давид Мотюк (25.01.2007 — по настоящее время).

## Источник
- Annuario Pontificio, Libreria Editrice Vaticana, Città del Vaticano, 2003, ISBN 88-209-7422-3
- Булла Omnium cuiusvis ritus, AAS 40 (1948), стр. 287  (лат.)
- Булла Hanc Apostolicam, AAS 49 (1957), стр. 262  (лат.)